# Brieskow-Finkenheerd
Brieskow-Finkenheerd is een gemeente in de Duitse deelstaat Brandenburg, en maakt deel uit van de Landkreis Oder-Spree.
Brieskow-Finkenheerd telt 2.344 inwoners.

## Demografie
| Jaar | Inwoners |
| ---- | -------- |
| 1875 | 1 127    |
| 1890 | 1 359    |
| 1910 | 1 582    |
| 1925 | 2 220    |
| 1933 | 2 902    |
| 1939 | 2 942    |
| 1946 | 3 022    |
| 1950 | 3 472    |
| 1964 | 3 592    |
| 1971 | 3 431    |

| Jaar | Inwoners |
| ---- | -------- |
| 1981 | 2 961    |
| 1985 | 2 753    |
| 1989 | 2 654    |
| 1990 | 2 633    |
| 1991 | 2 571    |
| 1992 | 2 523    |
| 1993 | 2 482    |
| 1994 | 2 535    |
| 1995 | 2 570    |
| 1996 | 2 593    |

| Jaar | Inwoners |
| ---- | -------- |
| 1997 | 2 643    |
| 1998 | 2 682    |
| 1999 | 2 679    |
| 2000 | 2 686    |
| 2001 | 2 716    |
| 2002 | 2 662    |
| 2003 | 2 651    |
| 2004 | 2 610    |
| 2005 | 2 585    |
| 2006 | 2 570    |

| Jaar | Inwoners |
| ---- | -------- |
| 2007 | 2 539    |
| 2008 | 2 524    |
| 2009 | 2 476    |
| 2010 | 2 446    |
| 2011 | 2 388    |
| 2012 | 2 352    |
| 2013 |          |

Gegevensbronnen worden beschreven in de Wikimedia Commons.
Bad Saarow ·
Beeskow ·
Berkenbrück ·
Briesen (Mark) ·
Brieskow-Finkenheerd ·
Diensdorf-Radlow ·
Eisenhüttenstadt ·
Erkner ·
Friedland ·
Fürstenwalde/Spree ·
Gosen-Neu Zittau ·
Groß Lindow ·
Grünheide ·
Grunow-Dammendorf ·
Jacobsdorf ·
Langewahl ·
Lawitz ·
Mixdorf ·
Müllrose ·
Neißemünde ·
Neuzelle ·
Ragow-Merz ·
Rauen ·
Reichenwalde ·
Rietz-Neuendorf ·
Schlaubetal ·
Schöneiche bei Berlin ·
Siehdichum ·
Spreenhagen ·
Steinhöfel ·
Storkow ·
Tauche ·
Vogelsang ·
Wendisch Rietz ·
Wiesenau ·
Woltersdorf ·
Ziltendorf